# Легенды Дюны
Легенды Дюны (англ. Legends of Dune) — приквел-трилогия, описывающая события, произошедшие за 10 000 лет до событий первого романа «Дюна» Фрэнка Герберта, такие, как Батлерианский джихад — крестовый поход против мыслящих машин. Авторами цикла являются Брайан Герберт и Кевин Джей Андерсон.

## Содержание
Цикл состоит из трёх романов:
1. Дюна: Батлерианский Джихад
2. Дюна: Крестовый поход машин
3. Дюна: Битва за Коррин

По прошествии длительного времени после выхода книг Фрэнка Герберта о Дюне, работа была продолжена сыном Фрэнка Герберта Брайаном в соавторстве с фантастом Кевином Андерсоном. Второй совместной работой двух писателей стал цикл «Легенды Дюны». Их первой работой была трилогия «Прелюдия к Дюне». Брайан Герберт и Кевин Андерсон, изучавшие записи Фрэнка Герберта, показывают в своих романах о вселенной Дюны, эпоху, которая косвенно затрагивалась в его произведениях — Батлерианский джихад.
В оригинальной серии Дюны Фрэнк Герберт многократно говорил о войне между человечеством и мыслящими машинами, произошедшей задолго до событий, описываемых в первом романе. В новой трилогии рассказываются история войны, борьба Серены Батлер (Serena Butler) за освобождение людей от ига мыслящих машин, о предательстве, которое сделало врагами Дом Атрейдес и Дом Харконнен, о битве за Коррин, приведшем к созданию галактической империи, которая просуществовала до падения Императора Шаддама IV.
В трилогии также рассказывается об открытии Тио Хольцманом свёрнутого пространства, об образовании Ордена Бене Гессерит, о врачах Сукской школы, о ментатах, гильд-навигаторах, сбежавших из заключения Странниках Дзенсунни, после этого улетевших на пустынную планету и назвавших себя фрименами Арракиса.